# Triphosa gavara
Triphosa gavara är en fjärilsart som beskrevs av Druce 1899. Triphosa gavara ingår i släktet Triphosa och familjen mätare. Inga underarter finns listade i Catalogue of Life.